# Clérogamie
 (mars 2018).
Si vous disposez d'ouvrages ou d'articles de référence ou si vous connaissez des sites web de qualité traitant du thème abordé ici, merci de compléter l'article en donnant les références utiles à sa vérifiabilité et en les liant à la section « Notes et références ».

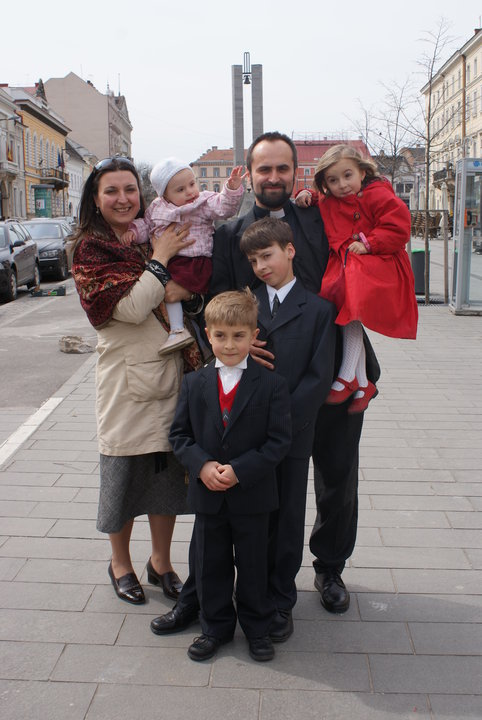
Prêtre catholique oriental roumain de Roumanie avec sa famille.

La clérogamie caractérise le concubinage ou le mariage des prêtres. Elle était exercée durant les premiers siècles de l'Église catholique avant d'être définitivement interdite par Grégoire VII durant la réforme grégorienne. En effet, nombreux étaient les membres du clergé vivant en couple. Le deuxième canon du concile de Carthage de 390 laisse supposer que la pratique était courante.
Le célibat des prêtres n'est pas une astreinte pour les clercs orthodoxes, ou affiliés aux différents courants issus de la Réforme protestante.

## Histoire

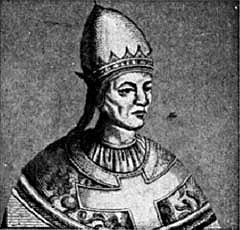
Le pape Grégoire VII

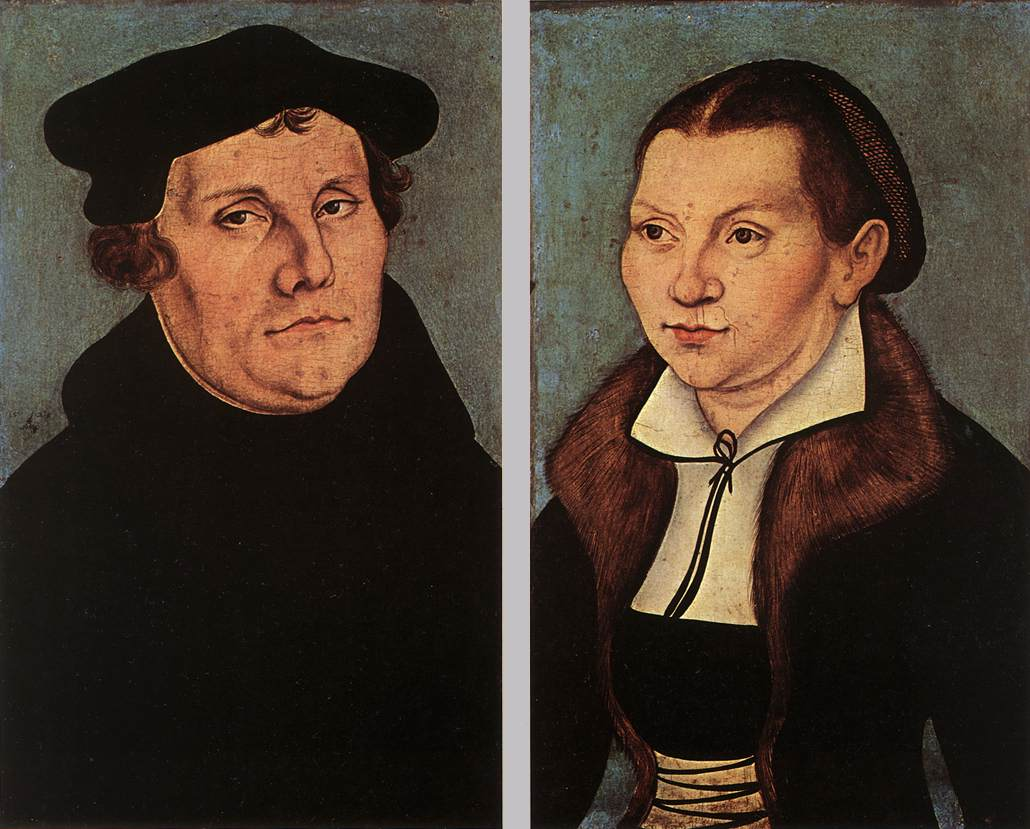
Martin Luther a épousé Catherine de Bore.

L'apôtre Pierre, considéré comme le premier pape, fut, selon la tradition et les écritures, marié à Porphyrée, une femme de Galilée. Les Pères de l'Église affirment tous que les apôtres ont pratiqué la continence parfaite après avoir suivi Jésus.
Très tôt dans l'histoire de l'Église le mariage est vu comme concurrençant l'activité ecclésiale.
C'est la réforme grégorienne qui fixe le célibat des prêtres, avec le deuxième concile du Latran de 1139. Néanmoins, plusieurs écrits et conciles locaux des premiers siècles de l'Église confirment la discipline de continence des clercs, et font état de manquements.
De fait, la clérogamie fut abolie parce qu'elle pouvait entraîner le nicolaïsme, mais aussi pour d'autres raisons sans doute plus importantes dans le choix des autorités catholiques. Le prêtre est d'abord un homme censé être consacré à Dieu dans une véritable relation d'amour, parfois intime, se substituant de manière exclusive à l'amour « humain » mais également un propriétaire, détenteur de biens de l'église. La clérogamie pouvait provoquer la perte des biens de l'église par héritage au profit des descendants des clercs.
Le mariage impose aux prêtres un double devoir sacerdotal qui est souvent lu actuellement comme étant contradictoire avec sa fonction spirituelle. Dans la vie sacramentelle, le sacerdoce est un sacrement différent du mariage dans ses motivations et pouvant apporter une satisfaction et un bien-être de la même façon, selon les défenseurs de l'obligation du célibat des prêtres, qui est la position officielle des hautes instances de la hiérarchie catholique.
Il existe des exemples contemporains ou anciens de contrevenant à cette obligation ; à titre d'exemple, les Évêques Saint Chérémon, Saint Hilaire de Poitiers (qui aurait gardé une continence parfaite après être devenu évêque) et Grégoire l'Ancien — qui se mariera après avoir reçu sa charge d'évêque, sera père de Grégoire de Nazianze, Docteur de l'Église, et l'ordonnera prêtre —, au IVe siècle, étaient mariés et pères de famille, tout en assumant leur charge.
A la fin du viie siècle, c'est le concile in Trullo qui fixe la règle encore en vigueur chez les orthodoxes : l'ordination de prêtres mariés est possible, mais les évêques doivent garder la continence parfaite.
Depuis le début de la réforme protestante, les pasteurs peuvent se marier selon le principe du sacerdoce universel qui veut que les pasteurs soient des individus comme les autres.
Au milieu du xvie siècle, le concile de Trente, ouvert peu après la réforme protestante, confirme le célibat chez les catholiques.
Il existe des dispenses pour les anciens pasteurs protestants devenus prêtres catholiques, et des exemples d'ordination de prêtres mariés. Des cas de révocations pour concubinage sont également enregistrés.

## Catholicisme

### Églises orientales
Dans les Églises orientales : copte, melkite, maronite, chaldéenne, il est possible d'ordonner diacre et prêtre un homme marié mais un prêtre ne peut pas se marier et un prêtre marié ne peut pas devenir évêque.
Depuis le 14 juin 2014, le ministère et l'ordination en Occident des prêtres orientaux mariés sont autorisés par le pape François.

### Protestants rattachés à l'Église catholique

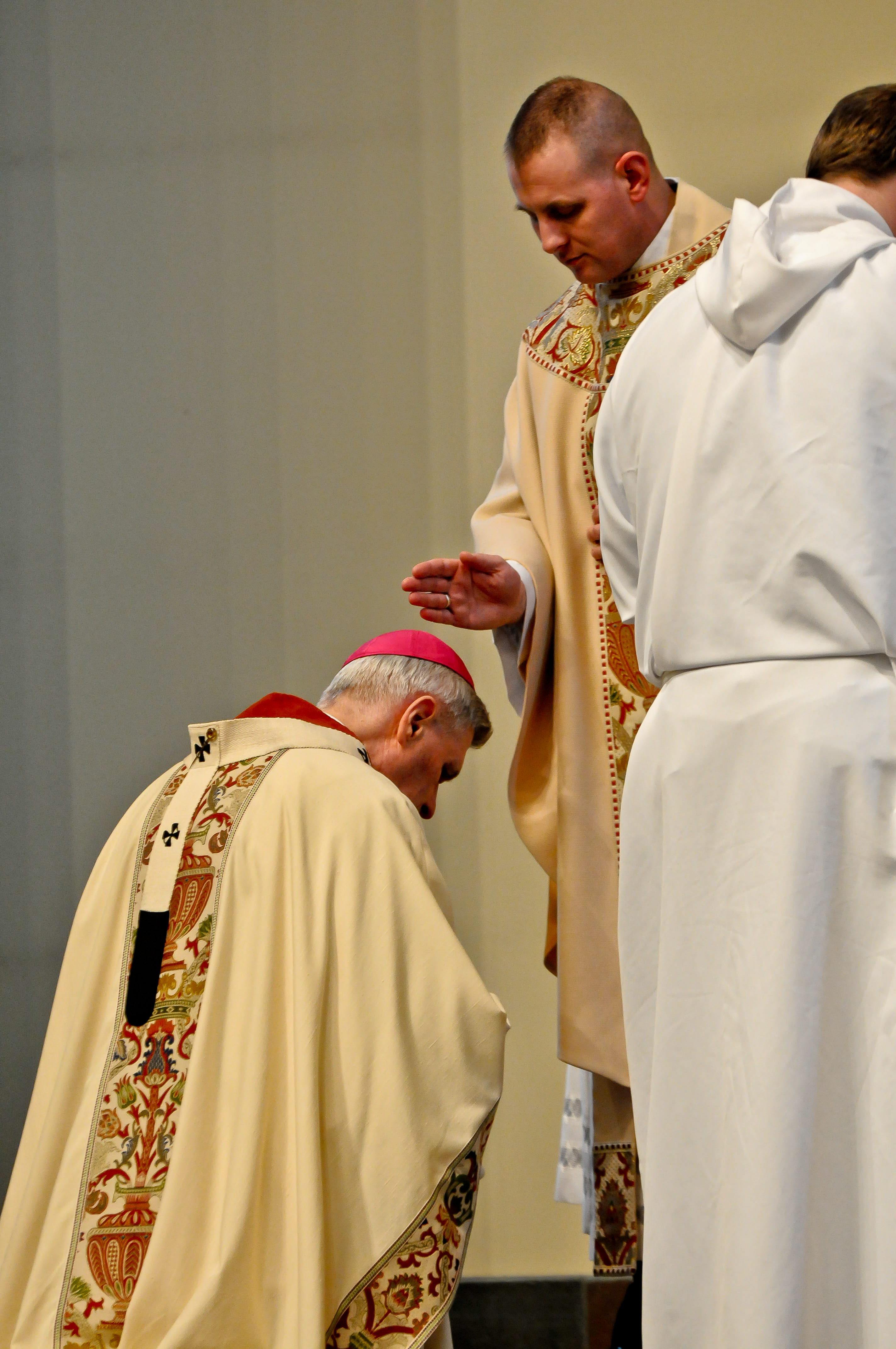
Première bénédiction en tant que prêtre catholique par un ancien pasteur protestant marié.

Les pasteurs protestants rattachés à l'Église catholique, généralement anglicans, restent mariés. La première dispense en ce sens remonte au pape Pie XII en 1951. Le phénomène se généralise à la fin des années 1970. La constitution apostolique Anglicanorum Coetibus du pape Benoît XVI a notamment pour effet de systématiser le cas pour les anglicans.

### Viri probati
À la suite du synode sur l'Amazonie, des propositions émergent pour ordonner dans certains cas particuliers des hommes mariés.

## Orthodoxie

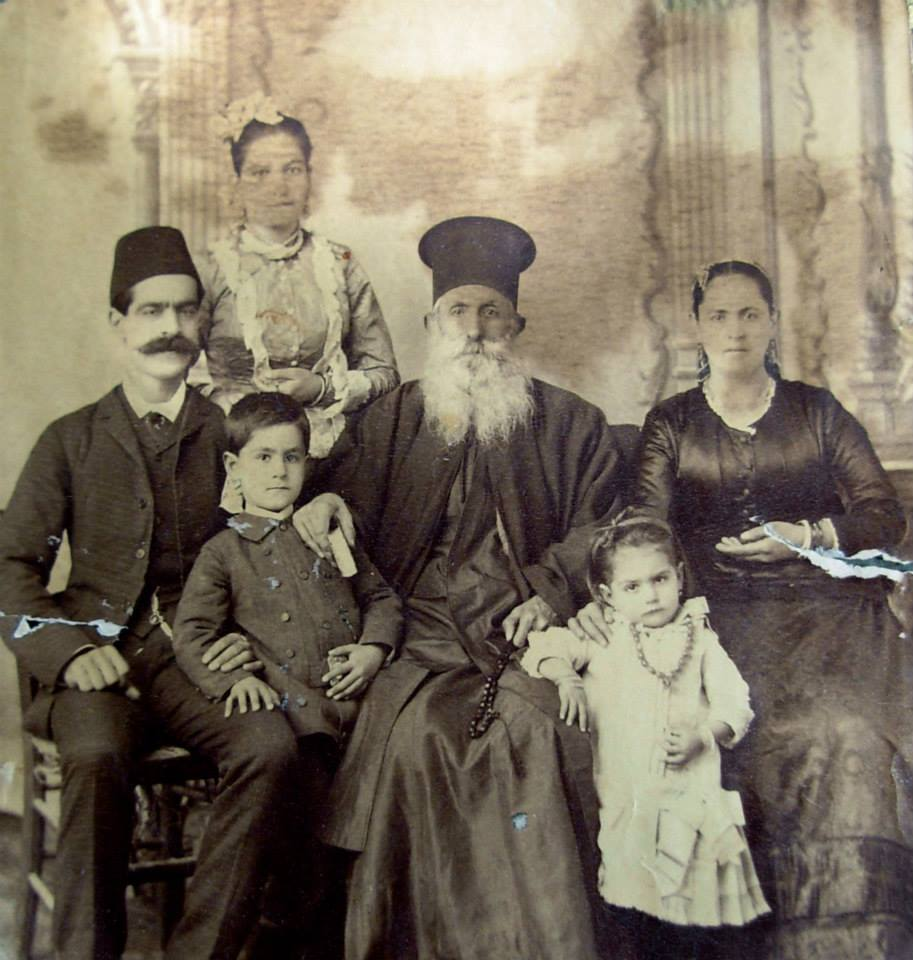
Prêtre orthodoxe marié de Jérusalem avec sa famille (trois générations), vers 1893.

Les hommes mariés ont le droit de devenir prêtre, mais les prêtres célibataires n'ont normalement pas le droit de se marier. Les évêques doivent être célibataires. Environ 80 % des prêtres sont mariés et ont une famille. En 2018 il devient possible aux prêtres veufs et à ceux que leur femme a quittés de se remarier, après un examen au cas par cas.

## Protestantisme
Les pasteurs sont libres de se marier et de fonder une famille.

## Dans la culture populaire
Les pasteurs anglicans ont fréquemment une femme, qui fait l'objet d'un archétype célèbre dans le monde anglophone, contemporain à celui, en France, de la « Bonne du curé ». La femme du pasteur a une fonction sociale, et participe souvent à des œuvres caritatives.